# (10645) Brač
Pour les articles homonymes, voir Brac.
(10645) Brač, désignation internationale (10645) Brac, est un astéroïde de la ceinture principale.

## Description
(10645) Brac est un astéroïde de la ceinture principale. Il fut découvert le 14 mars 1999 à Visnjan par Korado Korlević. Il présente une orbite caractérisée par un demi-grand axe de 2,66 UA, une excentricité de 0,18 et une inclinaison de 12,5° par rapport à l'écliptique.

## Compléments